# Ткачёв, Виктор Павлович
Виктор Павлович Ткачёв (род. 12 мая 1951 года, Горагорск, Грозненская область) — российский политик. Глава города Нефтеюганск с 1999 по 2005 год.

## Биография
Родился 12 мая 1951 года в посёлке городского типа Горагорск, Горагорского района Грозненской области (ныне — Надтеречный район Чеченской республики). Трудовую деятельность начал в 1968 году в качестве ученика слесаря Александровской АТК НПУ «Томскнефть» (Томская область). В том же году стал мерщиком второго разряда нефтепромыслового управления «Юганскнефть» (г. Нефтеюганск). В 1969—71 годах проходил обучение в школе старшин-техников в Кронштадте. С 1971 по 1977 год служил в вооружённых силах СССР. Затем вернулся в Нефтеюганск, где работал помощником бурильщика нефтеюганского УБР-1 (1977—1979), старшим инженером ПСБ ЦНИЛ п/о «Юганскнефтегаз» (1979—1981), бурильщиком эксплуатационного и разведочного бурения скважин, помощником бурового мастера, начальником смены ЦИТС нефтеюганского УБР-1 (1982—1986). В 1983 году окончил Тюменский государственный нефтегазовый университет по специальности «бурение нефтяных и газовых скважин».
Также занимал должности секретаря комсомольской организации производственного объединения «Юганскнефтегаз» (1979), инструктора отдела пропаганды и агитации нефтеюганского горкома КПСС (1981—1982), секретаря парткома производственного объединения «Варьеганнефтегаз» (1986—1988).
В 1988 году Ткачёв стал вторым секретарём радужнинского горкома КПСС, в 1989 году председателем исполкома радужнинского городского Совета, С 1990 по 1992 год был первым заместителем председателя горисполкома нефтеюганского городского Совета. С 1992 года был заместителем главы местного самоуправления муниципального образования город окружного значения Нефтеюганск. Был первым заместителем главы города Владимира Петухова, убитого 26 июня 1998 года. Позже главой города стал сам Ткачёв, избранный на эту должность в начале 1999 года. В 2001 году Ткачёв также был избран в Тюменскую областную думу по 8 избирательному округу (г. Нефтеюганск). Входил в комиссию областной думы по государственному строительству и местному самоуправлению.
В феврале 2005 года прокуратура ХМАО возбудила уголовное дело в отношении Виктора Ткачёва по статье о превышении должностных полномочий. В 2003 году, будучи главой города, он принял решение о продаже коттеджей, построенных в станице Анапская Краснодарского края в рамках программы социальной поддержки вышедших на пенсию тружеников Севера и находившихся в собственности Нефтеюганска. Вина мэра, по мнению прокуратуры, состояла в том, что «он принял заведомо незаконные решения об отчуждении муниципального имущества», в результате чего нанёс бюджету города ущерб в размере 10 млн. 403 тыс. 336 рублей. На этапе следствия Ткачёв не признавал свою вину, однако сделал это в ходе первого же судебного заседания. Ткачёв был приговорён к 4 годам лишения свободы условно с испытательным сроком 2 года и без запрета занимать государственные должности. На следующий день он написал заявление об отставке с поста мэра, также были прекращены его полномочия депутата областной думы. В феврале 2007 года, в соответствии со статьёй 74 УК РФ судимость с Виктора Ткачёва была снята, поскольку по истечении половины испытательного срока суд посчитал, что бывший градоначальник своим поведением доказал своё исправление. Интересно, что адвокатом Ткачёва в данном деле выступал Сергей Юрьевич Дегтярёв, который в 2016 году также стал главой Нефтеюганска.

## Награды
- Медаль ордена «За заслуги перед Отечеством» II степени
- Отличник народного просвещения РСФСР